# Mariana Lessa
Mariana Lessa (São Paulo, 5 de agosto de 1992) é uma atriz brasileira. Ficou mais conhecida após protagonizar a telessérie Julie e os Fantasmas. Atualmente é sócia da Caixinha Boardgames, uma loja de jogos de tabuleiro.

## Biografia e carreira
Mariana Lessa é filha do ator Carlos Grillo e Ana Lessa, tem uma irmã e um irmão: Taiana e Caíque Lessa. Mariana Lessa começou sua carreira fazendo diversas aparições no mercado publicitário desde bebê até que conquistou o papel principal na série de televisão brasileira Julie e os Fantasmas. Na época das gravações do seriado, precisou fazer aulas de canto por quase um ano. Também estava na faculdade de Rádio e TV e trancou o curso. Ao finalizar as gravações, voltou para a faculdade e formou-se. Em 2016 entrou em cartaz no elenco principal da peça "Friendzone", ao lado de Patrícia dos Reis, Tiago Cadore e Mederi Lemos, criador do Galo Frito. Lessa também trabalha com um canal próprio no YouTube. Casou em abril de 2018 com o comediante Osmar Campbell, onde a cerimônia foi mostrada no programa Fábrica de Casamentos do canal SBT. Em 2015, os dois criaram a Caixinha Boardgames, uma loja de jogos de tabuleiros.

## Filmografia

### Televisão
| Ano       | Título                | Papel | Nota                 |
| --------- | --------------------- | ----- | -------------------- |
| 2011—2012 | Julie e os Fantasmas  | Julie | Personagem Principal |
| 2013      | Pedro e Bianca        |       | Participação         |
| 2013      | Sangue Bom            |       | Participação         |
| 2017      | Chamado Central       |       | Episódio 17          |
| 2018      | Fábrica de Casamentos | Noiva | 28 de abril de 2018  |

### Teatro
| Ano  | Título     | Papel | Nota          |
| ---- | ---------- | ----- | ------------- |
| 2016 | Friendzone |       | Teatro Gazeta |

## Prêmios e indicações
| Ano  | Premiação                   | Categoria                       | Resultado | Referências |
| ---- | --------------------------- | ------------------------------- | --------- | ----------- |
| 2011 | Prêmio Inspiração do Amanhã |                                 | Vencedora |             |
| 2011 | Troféu APCA                 | Melhor Programa Infanto-Juvenil | Vencedora |             |
| 2012 | Meus Prêmios Nick           | Melhor atriz                    | Indicada  | [ 7 ]       |
| 2012 | Meus Prêmios Nick           | Cantora Favorita                | Indicada  |             |
| 2012 | Kids choice awards          | Programa de TV Favorito         | Indicada  |             |
| 2012 | Emmy kids awards            | Série juvenil                   | Indicada  |             |